# Gobierno Regional de Loreto
El Gobierno Regional de Loreto es el órgano con personalidad jurídica de derecho público y patrimonio propio, que tiene a su cargo la administración superior del departamento de Loreto, Perú, y cuya finalidad es el desarrollo social, cultural y económico. Tiene su sede en la capital regional, la ciudad de Iquitos.
Está constituido por el Gobernador Regional y el Consejo regional.

## Gobernador regional
Desde el 1 de enero de 2023 el órgano ejecutivo está conformado por:
- Gobernador Regional: Jorge Chávez Silvano
- Vicegobernador Regional: Dolibeth Bardales Manrrique

## Gerencia regional
Desde el 1 de enero de 2023 el órgano administrativo está conformado por:
- Gerencia General Regional: Ing. Temis Jhon Rivas Ochoa
- Gerencia Regional de Planeamiento, Presupuesto y Acondicionamiento Territorial: Lic. Nit. Jimmy Jonathan Caceres Rios
- Gerencia Regional de Infraestructura: Ing. Luis Montalvan Guerra
- Gerencia Regional de Seguridad Ciudadana: Mayor(r) Manuel Pandal Rojas
- Gerencia Regional de Desarrollo Económico: Eco. Javier Shupingaua
- Gerencia Regional de Desarrollo Social: Lic.Educ. Edilberto Panduro Silvano
- Gerencia Regional de la Autoridad Regional Ambiental: Ing. Roberto Coba Ruiz
- Gerencia Regional de Desarrollo Forestal y Fauna Silvestre: Ing. Forestal Erik Manuel Ramirez Rodriguez
- Gerencia Regional De Desarrollo De Los Pueblos Originarios: Mc. Erwin Floret

## Consejo regional
El consejo regional es un órgano de carácter normativo, resolutivo y fiscalizador, dentro del ámbito propio de competencia del Gobierno Regional, encargado de hacer efectiva la participación de la ciudadanía regional y ejercer las atribuciones que la Ley Orgánica de Gobiernos Regionales del Perú respectiva le encomienda.
Está integrado por 16 consejeros elegidos por sufragio universal en votación directa, de cada una de las 8 provincias del departamento. Su periodo es de 4 años en sus cargos. 

### Listado de consejeros regionales[3]
| # | Provincia                                       | Provincia               | Partido                                                      | Consejero                         |
| - | ----------------------------------------------- | ----------------------- | ------------------------------------------------------------ | --------------------------------- |
| 1 |                                                 | Alto Amazonas           | Somos Perú                                                   | Gilma Saldaña de Panduro          |
| 1 | Alianza para el Progreso                        | Alto Amazonas           | Ernesto Heraud Montero                                       |                                   |
| 2 |                                                 | Datem del Marañón       | Movimiento Esperanza Región Amazónica                        | Royner Requejo Cabrera            |
| 2 | Somos Perú                                      | Datem del Marañón       | Rivelino Rengifo Rodríguez                                   |                                   |
| 3 |                                                 | Loreto                  | Somos Perú                                                   | Marco Antonio Camones Mendoza     |
| 3 | Movimiento Esperanza Región Amazónica           | Loreto                  | Keving Grandez Ríos                                          |                                   |
| 4 |                                                 | Mariscal Ramón Castilla | Perú Libre                                                   | Lazaro Gamboa Talaverano          |
| 4 | Movimiento Esperanza Región Amazónica           | Mariscal Ramón Castilla | José Alberto Trujillo Paira                                  |                                   |
| 5 |                                                 | Maynas                  | Somos Perú                                                   | Luisa Huansi Romero               |
| 5 | Carlos Fernando Molano Acosta                   | Maynas                  | Somos Perú                                                   |                                   |
| 5 | Movimiento Esperanza Región Amazónica           | Maynas                  | Genaro Paulo Alvarado Tuesta                                 |                                   |
| 6 |                                                 | Putumayo                | Somos Perú                                                   | Meder Cárdenas Manuyama           |
| 7 |                                                 | Requena                 | Somos Perú                                                   | Chico Reiger Junior Pinedo Macedo |
| 7 | Movimiento Independiente Reinvindiquemos Loreto | Requena                 | Rey David Gamarra Pinedo                                     |                                   |
| 8 |                                                 | Ucayali                 | Movimiento Independiente Regional Voluntad General Amazónica | Marcial Bárbaran Levy             |
| 8 | Movimiento Esperanza Región Amazónica           | Ucayali                 | Gabriel Villasis Ruiz                                        |                                   |